# 백작 카인
백작 카인(일본어: 伯爵カインシリーズ, 영어: Earl Cain)은 유키 카오리 작품의 고딕 순정만화이다. 백작 카인은 전8권으로 ‘잊혀진 줄리엣’, ‘소년이 부화하는 소리’, ‘카프카’, ‘붉은 양의 각인(상하)’, ‘신의 아이(상하)’ 등 총 다섯 시리즈로 구성되어 있다.
1991년 일본의 만화 잡지 하나토유메에 첫 번째 시리즈인 잊혀진 줄리엣을 시작으로 1999년까지 소년이 부화하는 소리, 카프카, 붉은 양의 각인이 연이어 연재되었으며, 신의 아이는 2001년부터 2004년까지 연재되었다. 또한 단행본으로도 출간되었다.